# Sondergericht

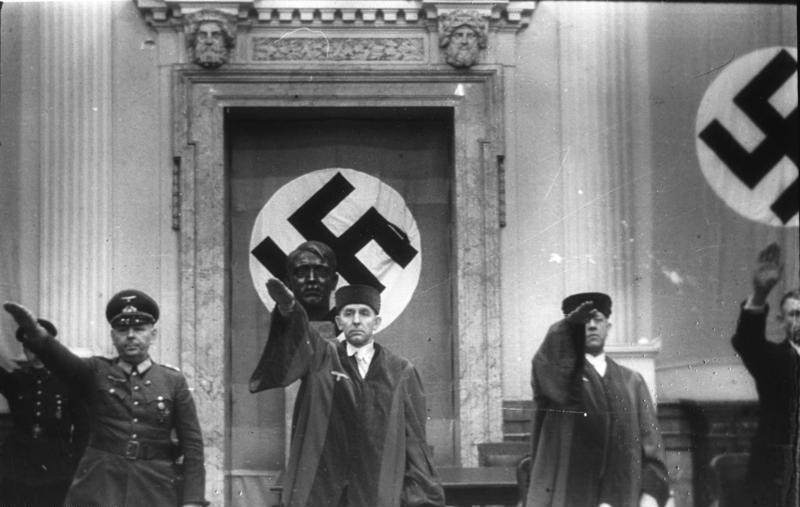
El juez Roland Freisler (centro) en el Tribunal Popular

Un Sondergericht (en plural: Sondergerichte) era un "tribunal especial" alemán. Después de tomar el poder en 1933, los nazis rápidamente se movieron para eliminar la oposición interna al régimen nazi en Alemania. El sistema legal se convirtió en una de las muchas herramientas para este objetivo y los nazis suplantaron gradualmente el sistema de justicia ordinario por tribunales políticos con amplios poderes. La función de los tribunales especiales era intimidar a la población alemana, pero a medida que ampliaron su alcance y asumieron funciones anteriormente desempeñadas por tribunales ordinarios como los Amtsgerichte, esta función se diluyó.

## Función en Alemania

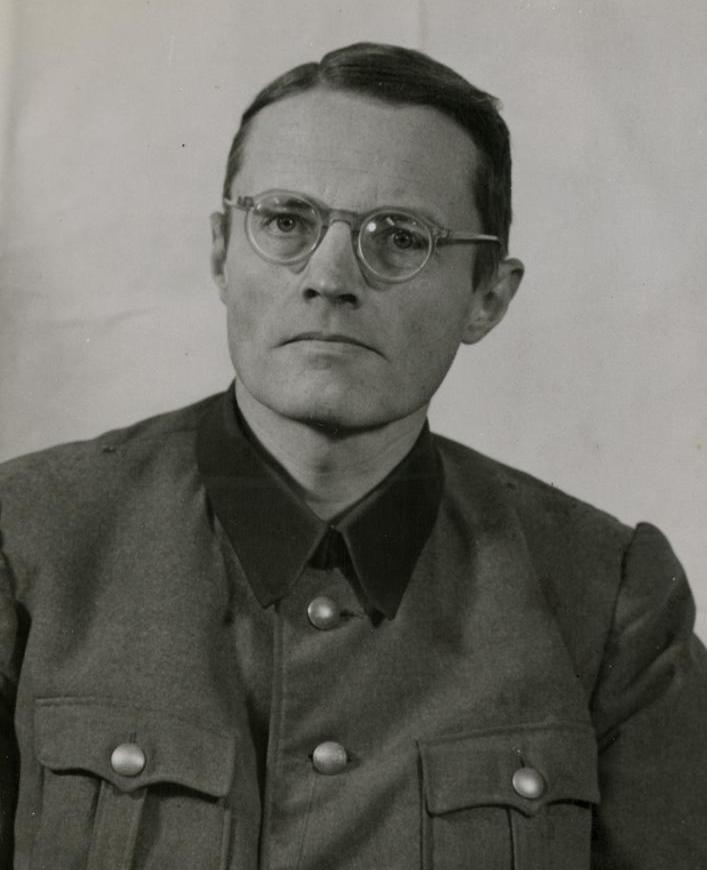
Hermann Cuhorst (1899–1991), presidente del Tribunal Especial de Stuttgart.

Los tribunales especiales existían en Alemania desde el siglo XIX. Por lo general, se establecieron temporalmente en respuesta a disturbios civiles importantes pero localizados y luego se disolvían rápidamente una vez que cumplían su propósito. Una red nacional más permanente de Tribunales Especiales surgió durante 1933, poco después de la aprobación del Decreto del Incendio del Reichstag, que prácticamente eliminó las libertades civiles. El alcance de su poder fue aumentado sucesivamente por el
- "Decreto para proteger al gobierno de la revolución nacionalsocialista de ataques traidores" (21 de marzo de 1933),
- la "Ley de 20 de diciembre de 1934 contra los ataques insidiosos contra el Estado y el Partido y para la protección del uniforme del Partido",
- la "Ley de Garantía de la Paz basada en la Ley" del 13 de octubre de 1933
- y una serie de extensiones cuando comenzó la Segunda Guerra Mundial.[1]

El número de tribunales especiales aumentó de 26 en 1933 a 74 en 1942.
Un tribunal especial tenía tres jueces, y el tribunal nombraba al abogado defensor. Incluso a pesar de la mano dura que era la justicia en la Alemania nazi, los acusados recibían al menos protecciones nominales bajo las reglas y procedimientos de los tribunales ordinarios. Estas protecciones fueron barridas en los tribunales especiales, ya que existían fuera del sistema judicial ordinario. No había posibilidad de apelación y los veredictos podían ejecutarse de inmediato. El tribunal decidía el alcance de las pruebas a considerar y "los abogados defensores no podían cuestionar la prueba de los cargos".

## En la Polonia ocupada
Los tribunales especiales desempeñaron un papel importante en la realización de ejecuciones sumarias mediante asesinatos judiciales en la Polonia ocupada por los nazis. En diciembre de 1941, los alemanes introdujeron una ley especial que permitía que los tribunales condenaran a muerte a polacos y judíos por prácticamente cualquier cosa. La terminología en los tribunales estaba llena de declaraciones como "subhumanos polacos" y "chusma polaca", y algunos jueces incluso declararon que los polacos debían tener sentencias más largas que los alemanes, ya que eran racialmente inferiores.

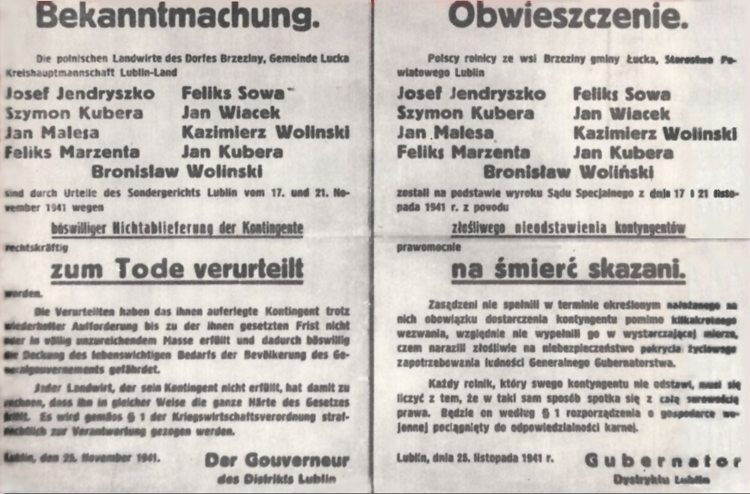
Anuncio alemán de la ejecución de 9 campesinos polacos por no cumplir con las cuotas. Firmado por el gobernador del distrito de Lublin el 25 de noviembre de 1941.

## En otros territorios ocupados
En países bajo ocupación militar alemana, como Noruega, también se establecieron los Sondergerichte. Se establecieron códigos penales especiales, como por ejemplo el Polensonderstrafrechtsverordnung (Reglamento de Derecho Penal Especial de Polonia).

## En Alemania (1934 - 1945)
Artículo principal: Volksgerichtshof
El Tribunal Popular (Volksgerichtshof) fue creado en abril de 1934 para tratar casos de traición o ataques a miembros del gobierno nacional o regional.
La razón por la que se creó la corte fue el descontento con el hecho de que la mayoría de los comunistas que habían sido acusados de incendiar el Reichstag fueron absueltos. La función de este tribunal era igual que la de los tribunales especiales, reprimir la oposición al régimen.
La carga de trabajo se dividió entre los Tribunales Populares y los Tribunales Especiales de tal manera que los primeros se ocupaban de los casos más importantes, mientras que los segundos se ocupaban de una gama más amplia de "delitos" de oposición a los nazis.

## En Baviera (1918–1924)

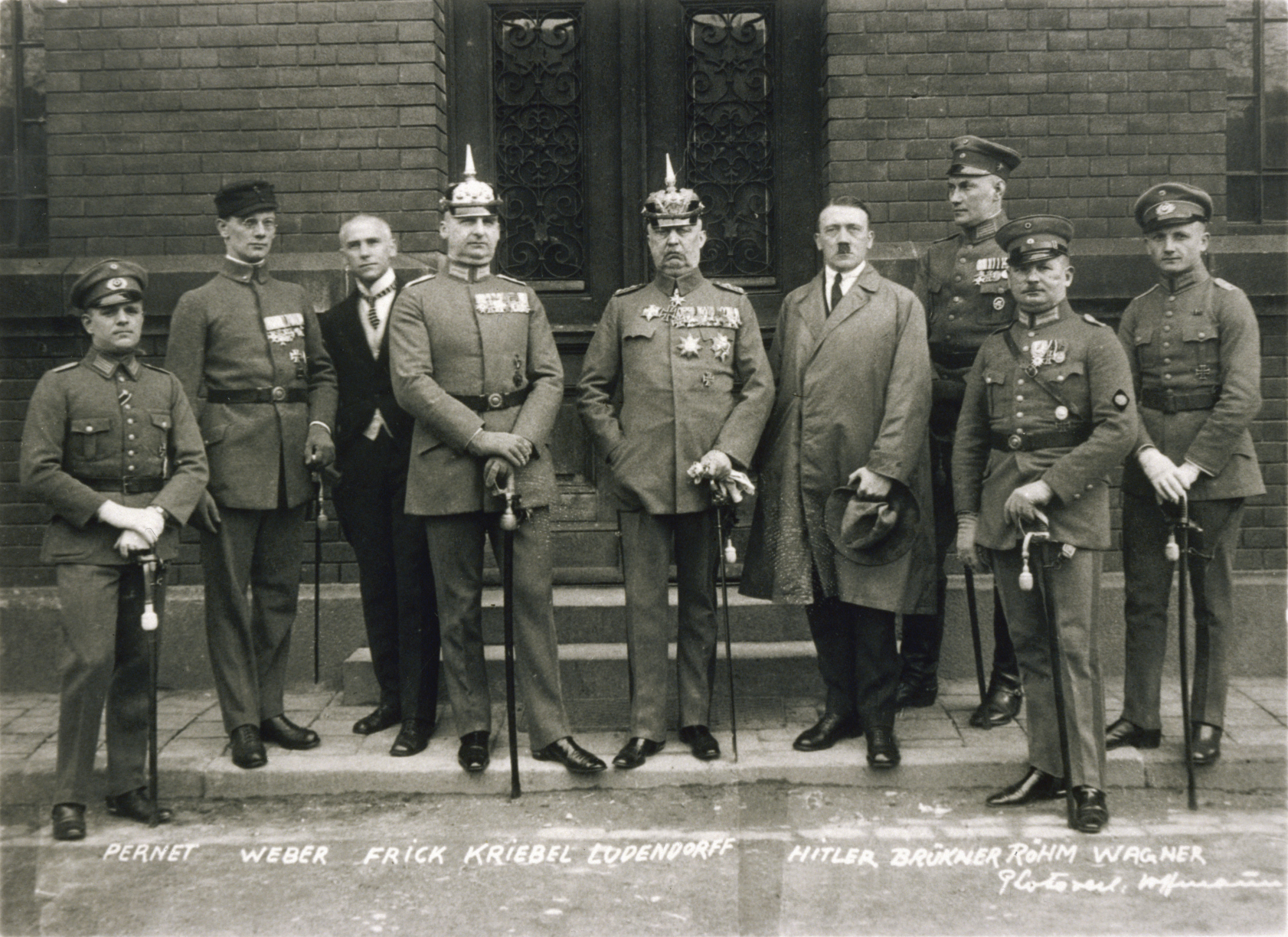
Imputados en el juicio por el putsch de Múnich en el Tribunal Popular de Múnich. Adolf Hitler es el cuarto desde la derecha.

Los Tribunales Populares de Baviera (Volksgerichte) fueron tribunales especiales establecidos por Kurt Eisner durante la revolución de noviembre en 1918 y parte de la Ordnungszelle que duró hasta mayo de 1924 después de dictar más de 31.000 sentencias. Estaba compuesto por dos jueces y tres jueces asesores. Uno de sus juicios más notables fue el de los conspiradores del Putsch de Múnich, incluidos Adolf Hitler, Erich Ludendorff, Wilhelm Frick, Friedrich Weber y Ernst Röhm.

## Efecto
Entre 1933 y 1945, 12.000 alemanes fueron ejecutados por orden de los Sondergerichte creados por el régimen nazi.
Especialmente durante los primeros años de su existencia "tuvieron un fuerte efecto disuasorio" contra la oposición a los nazis; el público alemán fue intimidado mediante "terror psicológico arbitrario".

## Juzgados destacados
- Martin Niemöller
- Rupert Mayer
- Artur Dinter
- Paul Ogorzow